# トライゾーン
トライゾーン（Trizone）またはウェストゾーン（Westzone）、冗談めかしてトライゾネシア（Trizonesien）は、第二次世界大戦後に連合軍の占領下に置かれたドイツにおいて、欧米の3つの占領地区（イギリス占領地域、アメリカ占領地域、フランス占領地域）が統合されたものである。

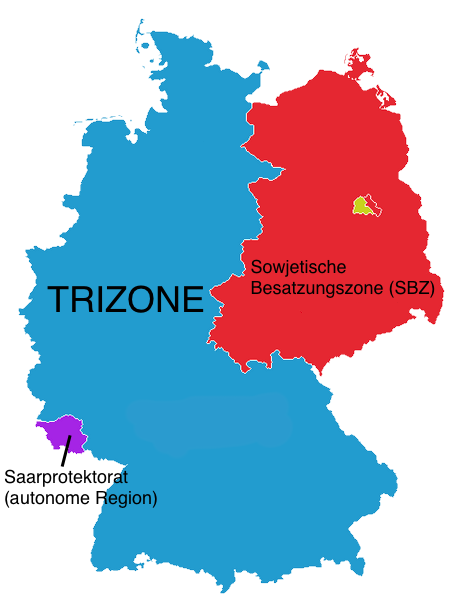
連合軍占領中のドイツの地図。青色部分がトライゾーン。紫はフランス保護領ザール

早くも1946年にはフランスとソ連が全占領区の経済的統一を拒否したため、アメリカとイギリスが独自に占領区を統合し、1947年1月1日に「バイゾーン（正式には：United Economic Territory）」を形成することに合意している。ドイツ政策に対するソ連との共通理解は不可能と思われたため、フランスは分界政策を放棄し、西側連合国間の共通政策を優先した。1948年3月初め、西側3カ国はロンドン6カ国会議で、フランス占領地とバイゾーンを合併させることに合意した。ただし、ザールラントは含まれていない。

## 概要
1946年から翌47年にかけて、米英軍政府は、いわゆるバイゾーン経済会議という、合併して連合経済圏となった2つの地帯のための共同民主的行政機構を創設していた。1948年4月、ドイツ南西部に占領地を持つフランスは、この措置に消極的であった。フランスゾーンとバイゾーンを統合した理由は、マーシャル・プランを利用できるようにするために、統一した経済圏を作る必要があったからだ。こうして西側3占領地域は、1948年4月16日、欧州でマーシャル・プランを実施するOEEC（欧州経済協力機構）に同時に加盟することができたが、形式的には一方のバイゾーン（代表はロバートソン将軍）と他方のフランス占領地域（代表はケーニヒ将軍）は、2つの異なる領土単位で加盟していた。
連合経済圏では、西側3占領国が1948年6月20日、21日に重要な第一歩として通貨改革を行い、新しいドイツマルク硬貨にはドイツ連邦銀行の刻印が押された。その3日後、ソ連占領当局はソ連占領地域に独自の通貨改革の実施を命じ、ベルリンへの接近を封鎖した。ベルリン封鎖が始まった。
憲法上の意味でのトライゾーンは、結果的に生まれなかった。1948年3月6日から1949年9月7日（連邦議会・連邦参議院の成立）までの状況を表す言葉で、1949年4月8日の「ドイツにおける三国間管理に関する協定」の調印により、フランスが米英圏に対する分断政策を放棄（1949年4月5日から8日のワシントン外相会議の決定による）、バイゾーンが三国に拡大されることになった。1948年8月18日、国境が完全に開放され、両地域間の旅行制限と旅券審査が廃止されたことは、住民にとって当面の重要なことであった。
1949年4月10日に制定された占領法は、西側3カ国が文民統制権を行使し、1955年5月5日に主権を獲得する途中の将来の連邦共和国を監視するためのものであったが（→パリ条約）、前日に新しい連邦政府が任命されてからは9月21日に発効されただけである。

## 「トライゾネシア」
西側の3つのゾーンは「トライゾネシア」と呼ばれて親しまれていた。
1948年、カール・ベルビューアはカーニバルのヒット曲「de:Wir sind die Eingeborenen von Trizonesien（トライゾネシアンの歌）」を作曲した。この曲はドイツ国歌の代わりとして、例えばケルンのサイクリング選手ジャン・ショーンが勝利した後にミュンガースドルフでの立行レースで使われることがある。